# Rémi Delvaux
Pour les articles homonymes, voir Delvaux.
Rémi Henri Joseph Delvaux (1748-1823) est un graveur au burin et vignettiste français. Son travail illustre plus d'une centaine d'œuvres publiées en son temps.

## Biographie
Delvaux est originaire de Lille. Il est l'élève du graveur Noël Le Mire. Il devient un maître du burin et se fait connaître d'abord comme interprète de tableaux, puis comme vignettiste.
Ses premiers travaux identifiés remontent à 1772 ; il collabore à la Galerie de Choiseul éditée par Pierre-François Basan juste avant la vente de la collection des tableaux du duc. Par la suite, il collabore à la Galerie du Palais-Royal dirigée par Jacques Couché à partir de 1786.

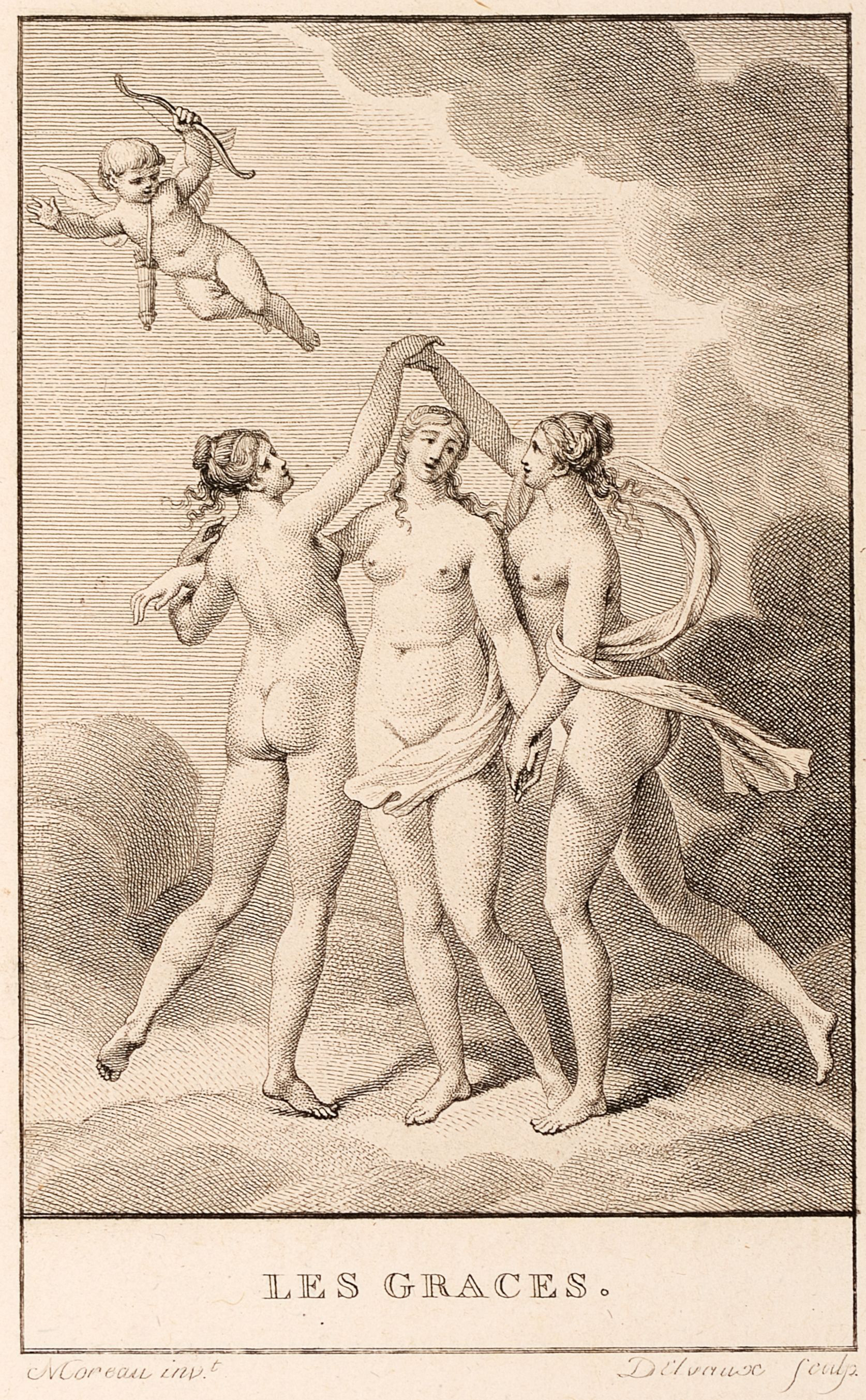
Les Graces (1809) d'après Jean-Michel Moreau.

En 1786, il a un fils, Marie-Auguste Delvaux, qui deviendra également graveur. La famille Delvaux vit à Paris au 1 rue de Condé, proche du quartier traditionnel des vendeurs d'estampes.
Avant le Révolution française, il devient l'un des vignettistes illustrateurs préféré de l'éditeur Hubert Cazin, pour des ouvrages de Molière, Jean de La Fontaine, Voltaire, Salomon Gessner, François-René de Chateaubriand, etc. Il est l'un des interprètes du travail de Jean-Michel Moreau.
Il expose une première fois au Salon de Paris en 1802 une série de gravures, puis en 1804 et 1810.
Il collabore au Livre du Sacre de l'Empereur, exécutant quatre gravures d'après Jean-Baptiste Isabey.